# Gare de Batuceper
La gare de Batuceper (en indonésien : Stasiun Batuceper) est une gare située à Tangerang, dans la province indonésienne de Banten. Elle dessert le KRL Commuterline et la liaison ferroviaire aéroportuaire de Soekarno-Hatta.

## Service des voyageurs

### Accueil
À côté de l'ancien bâtiment de la gare, un nouveau bâtiment a été construit pour desservir exclusivement la liaison de Soekarno-Hatta. Cette nouvelle gare est équipée d'installations telles qu'un distributeur automatique, des tourniquets, un escalator, une galerie de guichets automatiques, une salle d'attente, une zone commerciale, une salle de réunion, des toilettes et une mosquée,,.